# Костино (Плесецкий район)
Костино — деревня в Плесецком районе Архангельской области России. Входит в состав Конёвского сельского поселения.

## География
Деревня находится в западной части Архангельской области, в пределах северо-таёжного лесного района таёжной лесорастительной зоны, на правом берегу реки Онеги, к западу от автодороги А215, на расстоянии примерно 61 километра (по прямой) к юго-западу от Плесецка, административного центра района. Абсолютная высота — 78 метров над уровнем моря.
Часовой пояс
Костино, как и вся Архангельская область, находится в часовой зоне МСК (московское время). Смещение применяемого времени относительно UTC составляет +3:00.

## Население
| 2002 | 2010 | 2012 |
| ---- | ---- | ---- |
| 7    | ↗11  | ↘8   |

Национальный состав
Согласно результатам переписи 2002 года, в национальной структуре населения русские составляли 100 %.